# 2 Korpus Armijny (Imperium Rosyjskie)
2 Korpus Armijny (ros. 2 армейский корпус, 2 ак) – jeden ze związków operacyjno-taktycznych Armii Imperium Rosyjskiego. Utworzony w 1877 roku, brał udział m.in. w wojnie rosyjsko-tureckiej i I wojnie światowej, rozformowany na początku 1918. Jego dowództwo stacjonowało w Grodnie.

## Struktura organizacyjna
Organizacja w 1914
- dowództwo i sztab – Grodno
- 26 Dywizja Piechoty – Grodno
- 43 Dywizja Piechoty – Wilno
- 2 Dywizja Kawalerii – Suwałki
- 2 dywizjon artylerii haubic (2-й мортирно-артиллерийский дивизион) – Wilno
- 4 batalion saperów (4-й сапёрный батальон) – Grodno
- 3 batalion pontonowy (3-й понтонный батальон) – Grodno

## Podporządkowanie
- 2 Armii (2 sierpnia – 10 października 1914)
- 1 Armii (15 listopada 1914 – 7 stycznia 1915)
- 10 Armii (17 lutego 1915 – 18 października 1915)
- 7 Armii (1 listopada 1915 – 22 października 1916)
- 9 Armii (22 października 1916 – 16 lipca 1917)

## Dowództwo

### Dowódcy Korpusu
- Gawriił Pietrowicz Samsonow, generał porucznik (19 lutego 1877 – 7 stycznia 1878)
- Aleksandr Pawłowicz Nikitin, generał porucznik (22 kwietnia 1878 – 23 września 1884)
- Aleksandr Fiodorowicz Drizen, generał porucznik, od 30 sierpnia 1890 generał kawalerii (23 września 1884 – 28 października 1892)
- Wasilij Nikołajewicz Maksimowicz, generał porucznik (18 listopada 1892 – 1 stycznia 1898)
- Aleksandr Pietrowicz Szczerbatow, generał porucznik, od 6 grudnia 1899 generał piechoty (1 stycznia 1898 – 1 marca 1902)
- Nikołaj Michajłowicz Rogowski, generał porucznik (4 sierpnia 1902 – przed 12 marca 1903)
- Iwan Maksimowicz Powołocki, generał porucznik, od 6 grudnia 1906 generał piechoty (12 marca 1903 – 30 grudnia 1906)
- Kiprian Antonowicz Kondratowicz, generał porucznik (2 stycznia 1907 – 25 stycznia 1907)
- Michaił Siemionowicz Andriejew, generał porucznik, od 13 kwietnia 1908 generał piechoty (30 stycznia 1907 – przed 24 czerwca 1908)
- Aleksandr Aleksandrowicz Adlerberg, generał porucznik (24 czerwca 1908 – 24 kwietnia 1912)
- Siergiej Michajłowicz Szejdeman, generał porucznik, od 6 grudnia 1913 generał kawalerii (15 maja 1912 – 23 sierpnia 1914)
- Aleksiej Jewgrafowicz Czurin, generał porucznik (30 sierpnia 1914 – 14 stycznia 1915)
- Wasilij Jegorowicz Fług, generał piechoty (8 czerwca 1915 – 30 maja 1917)
- Konstantin Iwanowicz Tichonrawow, generał porucznik (24 czerwca 1917 – 14 sierpnia 1917)
- Sylwester Lwowicz Stankiewicz, generał porucznik (od 25 sierpnia 1917)

### Szefowie sztabu
- Aleksandr Fiodorowicz Mirkowicz, generał major (21 kwietnia 1877 – 7 lutego 1880)
- Wasilij Aleksandrowicz Bunakow, generał major (7 lutego 1880 – 30 sierpnia 1881)
- Piotr Dmitrijewicz Pariensow, generał major (6 września 1881 – 7 października 1884)
- Ignatij Pietrowicz Masłow, generał major (25 października 1884 – 11 marca 1892)
- Nikołaj Niłowicz Ławrow, generał major (16 marca 1892 – 5 stycznia 1898)
- Siergiej Konstantinowicz Gershelman, generał major (29 stycznia 1898 – 20 stycznia 1903)
- Gieorgij Aleksandrowicz Zmietnow, generał major (20 stycznia 1903 – 30 października 1904)
- Konstantin Siergiejewicz Biegildiejew, generał major (14 stycznia 1905 – 4 września 1911)
- Konstantin Konstantinowicz Kolen, generał major (10 listopada 1911 – 22 grudnia 1914)
- Roman Iwanowicz Dubinin, generał major (grudzień 1914 – 10 listopada 1915)
- Gieorgij Gieorgijewicz Gisser, generał major (10 listopada 1915 – 1 listopada 1916)
- Konstantin Konstantinowicz Bork, generał major (1 listopada 1916 – 13 kwietnia 1917)
- Nikołaj Grigorjewicz Siemionow, pułkownik, od 5 maja 1917 generał major (17 kwietnia 1917 – 27 sierpnia 1917)
- Karol Sztakelberg, pułkownik 21 listopada 1917 generał major (od 10 września 1917)